# Aleksej Dymovskij
Aleksej Dymovskij (Blagoveščensk, 28 agosto 1977) è un poliziotto russo.
È noto in patria per avere testimoniato contro la corruzione negli organi di polizia.
Il 22 gennaio 2010 è stato arrestato con l'accusa di frode.

## Biografia
Nel 2006 partecipa ad un programma televisivo in cui viene intervistato Vladimir Putin, Presidente della Federazione Russa in carica, ponendo interrogazioni sul grado di corruzione negli apparati.